# Odd Mæhlum
Odd Mæhlum (né le 8 octobre 1921 à Hamar - mort le 5 juillet 2011 à Hamar) est un athlète norvégien, spécialiste du lancer du javelot. 

## Biographie
Odd Mæhlum remporte à quatre reprises le lancer du javelot aux championnats de Norvège (1946-1949), et termine second en 1950 et 1951.

### Palmarès
| Date | Compétition           | Lieu    | Résultat | Performance |
| ---- | --------------------- | ------- | -------- | ----------- |
| 1946 | Championnats d'Europe | Oslo    | 4e       | 66,37 m     |
| 1948 | Jeux olympiques       | Londres | 5e       | 65,32 m     |

### Records
| Épreuve           | Performance | Lieu | Date |
| ----------------- | ----------- | ---- | ---- |
| Lancer du javelot | 69,08 m     | —    | 1947 |